# Capitalia
Capitalia S.p.A. war ein italienischer Bankkonzern mit Sitz in Rom, der am 1. Juli 2002 durch die Fusion der beiden Bankengruppen Banca di Roma und Bipop-Carire entstand. 
Im Mai 2007 fusionierte Capitalia mit dem italienischen Finanzdienstleistungs-Konzern Unicredit zur zweitgrößten Bankengruppe Europas. Die Fusion wurde am 1. Oktober 2007 vollzogen, womit Capitalia im UniCredit-Konzern aufgelöst wurde.